# Michele Ruggieri
Michele Ruggieri (Spinazzola, 1543 - Salern, 1607) fou un jesuïta italià, lingüista, missioner a la Xina durant el regnat de l'emperador Wanli de la dinastia MIng. Considerat com el primer sinòleg europeu.

## Biografia
Michele Ruggieri, també conegut com a Pompilio Ruggeri, o Michele Ruggiero va néixer el 28 d'octubre de 1542 a Spinazzola (Bari, Regne de Nàpols) fill de Ludovico i Giulia Fanella.
Abans d'entrar a la Companyia de Jesús es va doctorar en Dret Civil a Nàpols i va treballar com a funcionari del govern espanyol, durant el regnat de Felip II.

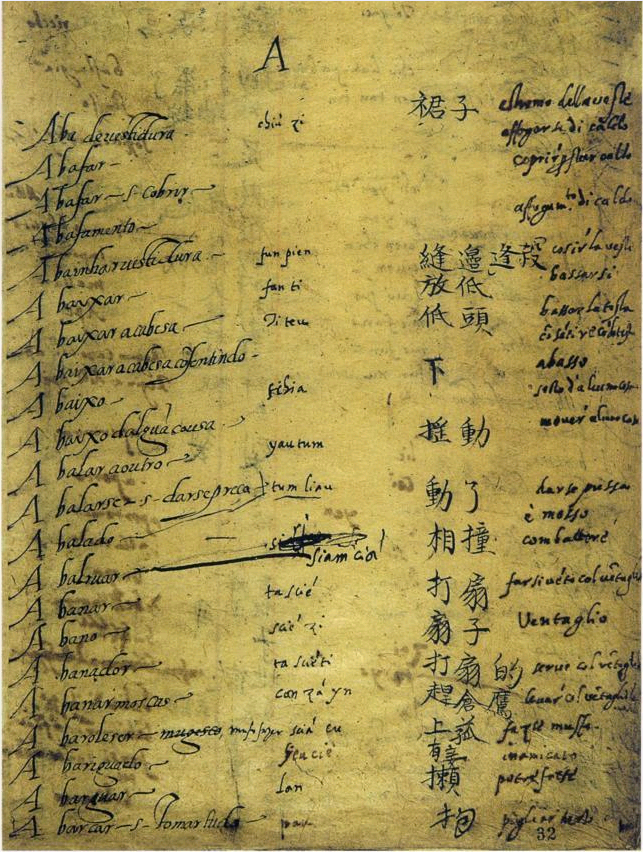
Diccionari portuguès - xinès, escrit per Ricci i Ruggieri (1583-1588)

El 28 d'octubre de 1572 va ingressar a la Companya de Jesús, on va estudiar filosofia i teologia, lògica i matemàtiques. Va professar els vots el 18 d'octubre de 1573.
Va morir a Salerno- Campagna (Regne de Sicília) l'11 de maig de 1607.

## Missioner a la Xina
El 24 de març de 1578 va embarcar en el vaixell Sant Louis, on també i viatjava Matteo Ricci, cap a Goa a l´Índia. En els altres dos vaixells de l'expedició, entre altres religiosos hi anaven els jesuïtes italians Francesco Pasio i Rodolfo Aqcuaviva (nebot de Claudio Acquaviva) i el portuguès Duarte de Sande.
Va passar uns mesos a la costa de Malabar i posteriorment per ordre del visitador dels jesuïtes, Alessandro Valignano, va anar cap a Macau, punt de partida per entrar a la Xina, on va arribar el 20 de juliol de 1579. A la Xina va utilitzar el nom de Luo Mingjian i el nom honorific o hao de Fuchu.
A Macau va estudiar xinès –els jesuïtes consideraven que l'aprenentatge de la llengua xinesa era indispensable per poder portar a terme els seus objectius d'evangelització– amb moltes dificultats per manca de professors amb coneixements de llengües occidentals.

### Dificultats per l'actuació missionera
Malgrat que Ruggieri va ser molt admirat pels lletrats i funcionaris xinesos per la seva capacitat de parlar xinès, només va obtenir un permís limitat per estar-se a la Xina i amb moltes complicacions per obtenir una residència fixa.
El 1582 amb Francesco Pasio van instal·lar-se a Zhejiang, província de Guangzhou, per ampliar la missió fora de Macau, però degut a la destitució del governador provincial Chen Rui, van ser obligats a tornar a Macau. Pasio va ser enviat cap el Japó i Ruggieri va unir-se amb Ricci, fins que l'agost de 1583, el nou prefecte, Wang Pan els va autoritzar a tornar a Zhejiang.
La missió dels jesuïtes també va tenir importants problemes de finançament. Contínuament havien de recercar fons, des dels ajuts de comerciants portuguesos (Ruggieri els feia de traductor), ajut de la Corona Espanyola o la participació en els beneficis del comerç entre Macau i Canton. Aquesta via era molt criticada per altres membres de l'ordre, però tenia el vist-i-plau del papa Gregori XIII i del cap dels jesuïtes el general Acquaviva.

### El mètode Valignano- Ricci
Ruggieri i Ricci van practicar els criteris d'actuació que llur mestre Alessandro Valignano, al Japó li va permetre ampliar una comunitat cristiana que ja era molt significativa. Aquests criteris var ser adoptats en un model que s'ha denominat com a Mètode Valignano-Ricci i que de forma simplificada es pot resumir en quatre eixos:
1. Adaptar-se a les maneres de fer locals
2. Centrar l'actuació en les elits locals i nacionals
3. Evangelitzar indirectament mitjançant la introducció de la ciència i la tecnològia occidentals
4. Obrir-se als valors xinesos

## Retorn a Europa
Alessandro Valignano va considerar que per millorar les condicions de l'activitat missionera a la Xina calia actuar de forma important sobre el mateix emperador. Per assolir l'objectiu va ordenar a Ruggieri que anés a Roma per sol·licitar que el papa creés una ambaixada a la cort de l'emperador Wanli i hi enviés una representació.
El 20 de novembre de 1588 Ruggieri se'n va anar de Macau camí de Roma, on va arribar el 25 de gener de 1589, per posar en marxa l'acció diplomàtica. El projecte no es va realitzar per una sèrie d'esdeveniments a la cort papal. El el papa Sixt V va morir l'agost de 1590, el seu successor Urbà VII va morir el mateix any. Ruggieri no va ser rebut fins al 1591 per Gregori XIV que va morir l'octubre del mateix any. El nou papa Innocenci IX no no s'interessava en el projecte.
Ruggieri es va quedar a Itàlia i mai més va tornar a la Xina.

## Obres més significatives
- Diccionari portuguès-xinès escrit conjuntament amb Matteo Ricci.
- Catecisme: Tianzhu («Senyor del cel»)', primera obra publicada per europeus a la Xina, amb una tirada de més de mil exemplars.[4]
- Amb relació a les traduccions al llatí dels escrits de Confuci, fetes per Ruggieri, cal destacar el treball del professor Michele Ferrero.[6]